# Alcantara (fleuve)
Pour les articles homonymes, voir Alcantara.
L'Alcantara est un fleuve côtier du nord de la Sicile orientale, né sur les contreforts septentrionaux de l'Etna et connu pour ses impressionnantes gorges creusées dans la lave.

## Géographie

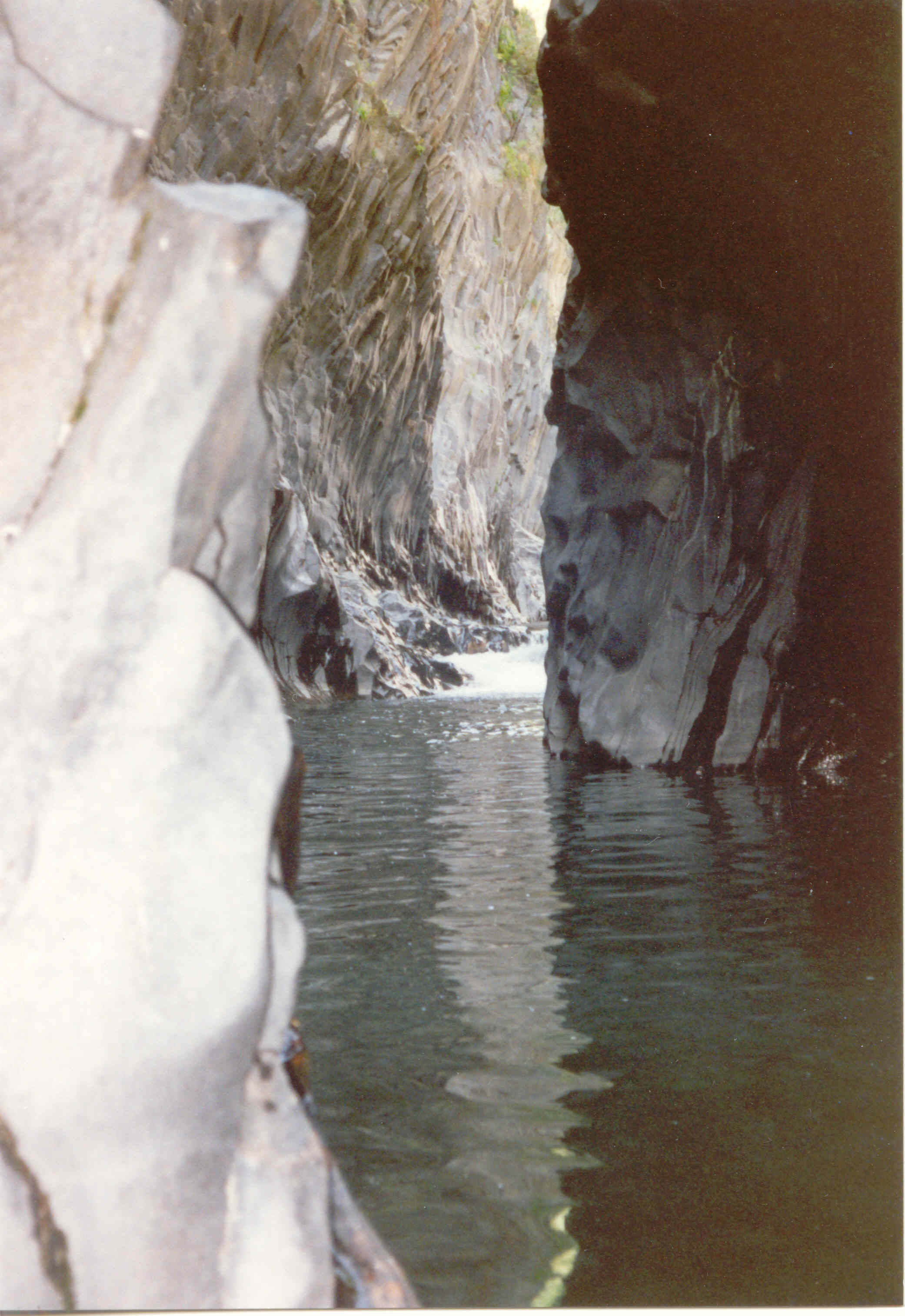
Les gorges de l'Alcantara.

Le fleuve prend sa source à 1 250 m d'altitude dans la municipalité de Floresta. Il s'écoule entre le massif d'origine volcanique de l'Etna au sud et les contreforts méridionaux des monts Nébrodes et Péloritains au nord. Après un cours de 52 kilomètres, par la vallée du même nom orientée d'ouest en est, l'Alcantara se jette dans la mer Ionienne. 
Le lit de l'Alcantara a subi, durant la Préhistoire et la Protohistoire, le passage de nombreuses coulées de lave qui ont obstrué et/ou modifié son parcours. Comme la lave s'est refroidie très rapidement au contact de l'eau du fleuve, elle a cristallisé sous forme de colonnes prismatiques pentagonales et hexagonales. En quelques millénaires, la rivière a érodé naturellement ces roches magmatiques creusant des gorges impressionnantes, les gorges de l'Alcantara (Gole dell'Alcantara), étroites (4 à 5 m de large dans certaines parties de son cours) mais aux parois hautes de plusieurs dizaines de mètres formées d'orgues basaltiques d'aspect varié : arqués comme une harpe ou un éventail, disposés horizontalement comme une pile de bois, empilés de manière chaotique. À Motta Camastra, sur le versant messinais, on peut trouver la seule grotte d'écoulement volcanique du parcours, appelée Grotta dei Cento cavalli, aux dimensions impressionnantes. De Gaggi à Calatabiano, le fleuve agrandit son lit avant de voir celui-ci se rétrécir à proximité de l'embouchure sise à Giardini-Naxos. C'est dans cette commune que l'Alcantara passe sous un pont d'origine arabe, Al qantarah (le pont en arabe), qui lui a donné son nom.

## Hydrographie
Le bassin hydrographique de l'Alcantara occupe une superficie réduite de 573 km2, s'étendant sur les provinces de Messine et de Catane. Le fleuve bénéficie toutefois de nombreux affluents de rive droite, descendant directement, selon une direction nord-sud, des monts Péloritains, comme le Flascio, le San Paolo (les deux plus puissants), le Petrolo ou la Roccella ; en rive gauche, le réseau tributaire est nettement plus réduit et se limite à quelques cours d'eau de faible importance parmi lesquels le San Zito. L'Alcantara présente un régime hydrographique méridional marqué par des étiages estivaux accentués ; à l'exemple de ses homologues de la plaine de Catane comme le Simeto ou la Gornalunga, il n'est jamais à sec. Il est le deuxième plus grand fleuve de Sicile, après le Simeto.

## Flore et faune

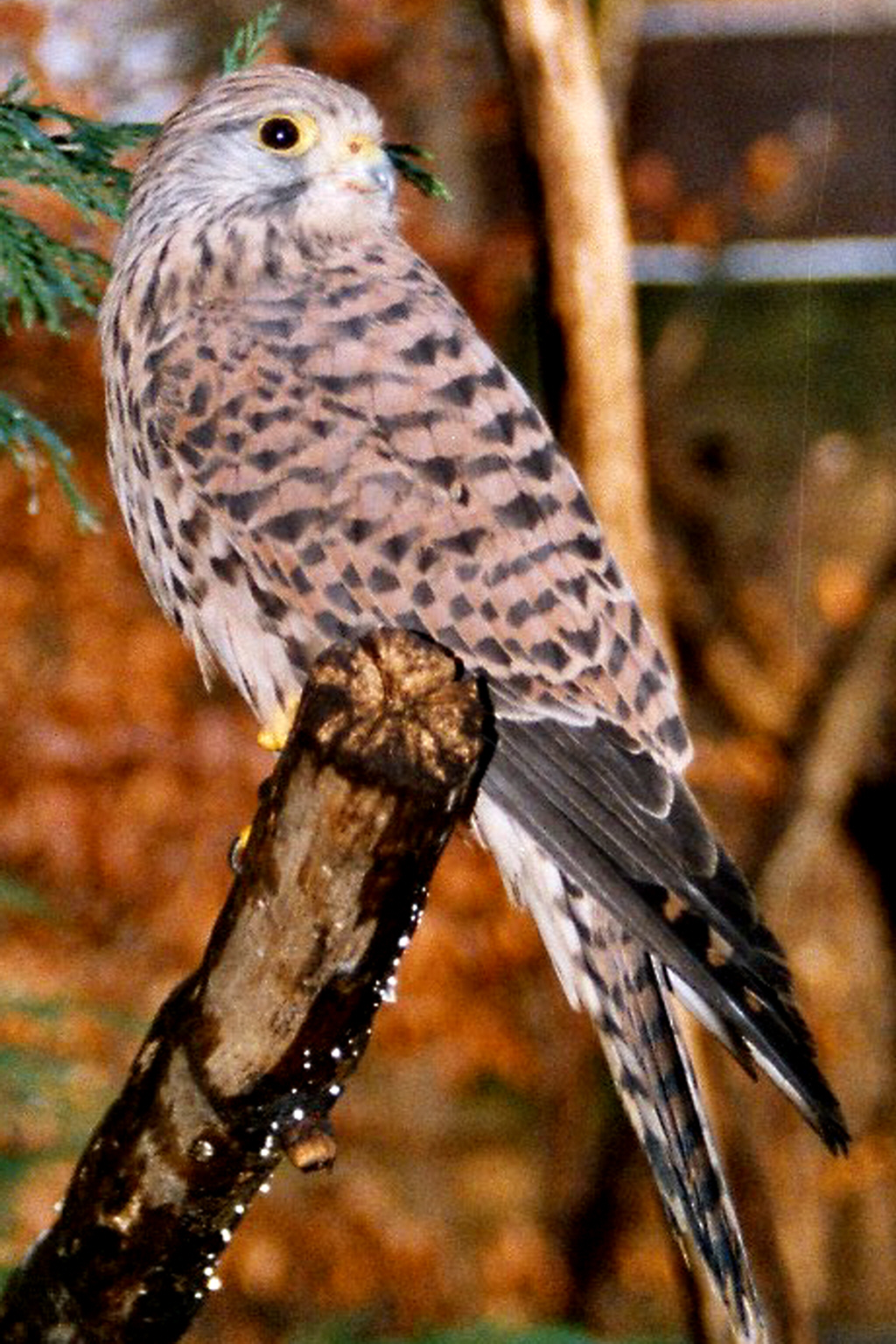
Un faucon crécerelle

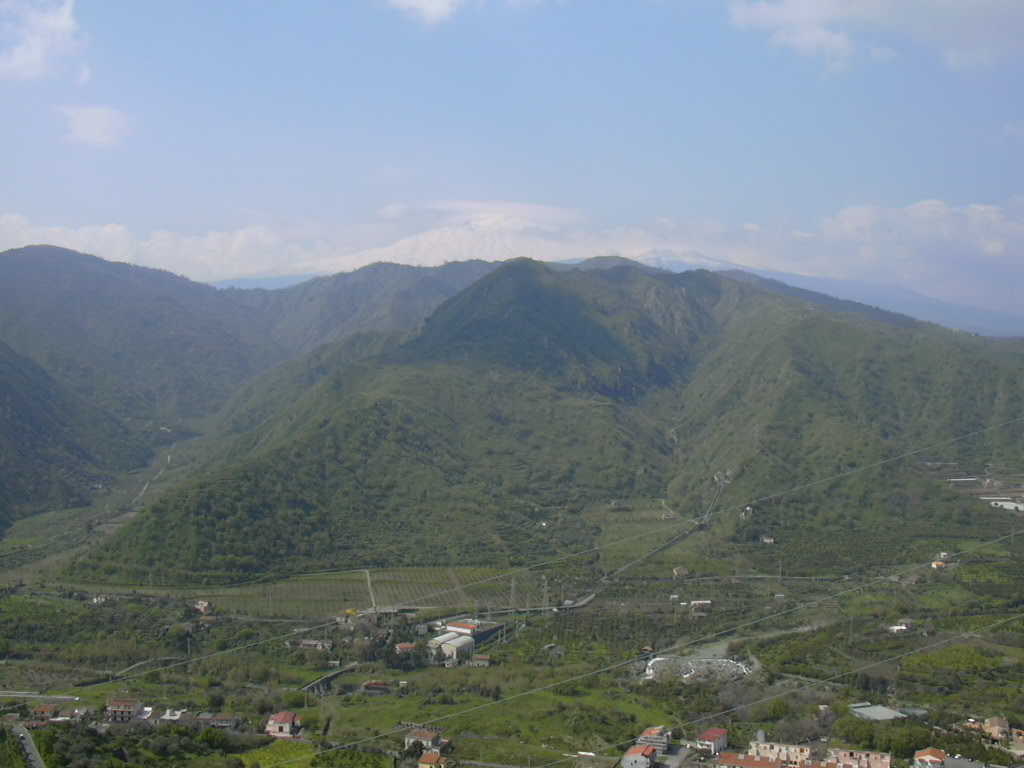
La vallée de l'Alcantara

À la fin du XVe siècle, le poète et historien Pietro Bembo décrivait une vallée de l'Alcantara recouverte de forêts composées d'essences diverses : platanes, chênes rouvres, ormes. Depuis cette période, les espaces boisés ont largement reculé - tout au plus trouve-t-on des traces de platanes d'Orient (Platanus orientalis) - au profit de la garrigue dans laquelle dominent, au sein des espèces communes à ce type de végétation, les genêts (dont le genêt de l'Etna, Genista aetnensis) ou les pivoines (telle la pivoine coralline ou Paeonia mascula à la belle inflorescence rouge). Sur les rives du fleuve, on assiste, au printemps, à une véritable explosion de couleurs avec la floraison des violettes, des coquelicots, des anémones, des myrtes, des églantiers, des figuiers de barbarie, des térébinthes, des lauriers et de grandes variétés d'orchidées, aussi rares que l'ophrys tenthredinifera, l'orchis papilionacea rubra et l'orchis fusca. La basse vallée est marquée par des paysages agricoles où dominent les plantations de citronniers et d'orangers, les vignes qui produisent un vin rouge solidement charpenté.
La faune présente également un grand intérêt. De nombreux oiseaux peuplent la vallée. Dans la zone montagnarde, de nombreux rapaces sont observables comme les faucons pèlerins, crécerelles et hobereaux, plus en aval, on trouve des pigeons sauvages, des tourterelles ou des martins-pêcheurs, près de l'embouchure de nombreuses espèces migratrices qui viennent nidifier. D'autres espèces, comme la bartavelle, le grand corbeau, peuvent y avoir installé leur habitat. Parmi les mammifères qui occupent la vallée, on peut citer le hérisson, la marte, le loir, le renard et le chat sauvage; les rives de l'Alcantara abritent une grenouille typiquement méditerranéenne, le discoglosses peint et le colubro leopardino, un reptile rare et inoffensif.
La flore et la faune sont, depuis 2001, protégées dans le cadre d'un parc naturel régional (Parco fluviale dell'Alcantara) situé sur le versant nord de l'Etna.

## Provinces et communes traversées
- Province de Catane : Randazzo, Castiglione di Sicilia, Calatabiano.
- Province de Messine : Floresta, Mojo Alcantara, Francavilla di Sicilia, Motta Camastra, Graniti, Gaggi, Taormine et Giardini-Naxos.

## Sources
- (it) Site du parc de l'Alcantara.
- David Burnie, Les Fleurs de la Méditerranée, L'œil nature, Bordas, Paris, 1995  (ISBN 2-04-027096-5)

- (it) Cet article est partiellement ou en totalité issu de l’article de Wikipédia en italien intitulé « Alcantara (fiume) » (voir la liste des auteurs).

- (it) Cet article est partiellement ou en totalité issu de l’article de Wikipédia en italien intitulé « Parco fluviale dell'Alcantara » (voir la liste des auteurs).